# Фолтыс, Ян
Ян Фолтыс (чеш. Jan Foltys; 13 октября 1908, Свинов, Острава — 11 марта 1952, Острава) — чехословацкий шахматист, международный мастер (1950). Тренер. Национальный мастер с 1933. 
В чемпионатах страны: 1940 — 1-е, 1943 — 1-3-е, 1938 и 1946 — 3-е место. Лучшие результаты в международных соревнованиях: Подебради (1936) — 3-е (позади С. Флора и А. Алехина); Рогашка-Слатина (1937) — 2-4-е; Прага (1937) — 3-4-е; Маргит (1937) — 4-е; Тренчанске-Теплице (1941) — 1-е; Прага (1942) — 3-е; Мюнхен (1942) — 3-5-е; Прага (1946 и 1948) — 4-5-е; Карлови-Вари и Марианске-Лазне (1948) — 1-е; Будапешт (1948) — 3-е; Вена (1949) — 1-2-е; Венеция (1949) — 4-7-е места. 
На зональном турнире ФИДЕ (1951) разделил 5-6-е место с правом участия в межзональном турнире. В составе команды Чехословакии участник ряда олимпиад (1937, 1939).